# Prylucký rajón
Prylucký rajón (ukrajinsky Прилуцький район) je rajón v Černihivské oblasti na Ukrajině. Hlavním městem je Pryluky a rajón má přibližně 158 tisíc obyvatel. 

## Města v rajónu
- Ičňa
- Pryluky